# 富士見町立富士見中学校
富士見町立富士見中学校（ふじみちょうりつ ふじみちゅうがっこう）は、長野県諏訪郡富士見町にある町立中学校である。2010年（平成22年）4月に開校した。

## 地理
国道20号「富士見峠」交差点と「富士見」交差点の中間を八ヶ岳方向へ向かう途中の標高965m地点に位置する。

## 沿革
- 2008年：「富士見町中学校統合計画」決定。
- 2010年4月：富士見町立富士見高原中学校と富士見町立南中学校を廃校し、新設校として開校。初代校長に富士見町立南中学校長であった三村昌弘が、初代教頭には富士見町立富士見高原中学校教頭であった宮坂亨が着任した。
- 2010年4月：第１期生徒会により文化祭の名称が「白鈴祭」に制定される。これは旧高原中学校の「すずらん祭」と旧南中の「白樺祭」から一文字ずつとってつなげたものである。
- 2011年1月：「総合的な学習の時間成果発表会」にて富士見中学校歌四部合唱（重松清作詞、唐澤史比古作曲）が生徒,職員ならびに保護者に披露される。
- 2011年4月23日：「校歌制定披露の会」で校歌が正式に制定された。
- 2012年1月：平成23年度ソニー子ども科学教育プログラム優秀賞受賞。
- 2012年8月：富士見町との連携で中３生対象の学習支援活動「無料塾」が開講。在校の中３生の約50％にあたる79名が参加。
- 2013年1月：平成24年度ソニー子ども科学教育プログラム優秀賞受賞。
- 2017年8月：野球部（富士見星峰クラブ）が第47回中部日本地区選抜中学軟式野球大会（ナゴヤドーム）にて準優勝した。

## 校歌
- 校歌は直木賞作家の重松清が作詞した。また、作曲は当時長野県高遠町立高遠中学校教頭であった唐澤史比古によるものである。

## 校章
- 校章デザインは奥野和夫（グラフィックデザイナー）。[1][2]

## 特色
- 本校は「知的好奇心を持ち、自らの夢に挑戦することができる生徒の育成」を教育理念に掲げ、教科指導の他にキャリア教育や総合学習に力を入れている。特筆すべき事項には２年時の「上級学校見学」がある。中学生のうちから大学や専門学校の見学や授業体験をし、中学３年時における進路選択をより見通しを持って行える力を養うことを目的とし、特色としている。

## 著名な卒業生
- 飯田遼 - プロバスケットボール選手
- 名取燎太 - 陸上競技選手（長距離走）